# Порос (Иматија)
Порос (грч. Πόρος) је насељено место у општини Бер у периферији Средишња Македонија, Грчка. Према попису из 2021. године било је 4 становника.
Порос се води као посебно насеље од 1993. године.